# ميثاق الشرف
ميثاق الشرف استخدام ميثاق الشرف يعتمد علي الاعتقاد بان الناس (في مجتمع معين) يمكن الوثوق بهم ليتصرفوا بشرف. والذين يخالفون هذا العهد قد يعرضوا إلى عقوبات متعددة بما في ذلك التعرض الي الطرد من المؤسسة. مواثيق الشرف عادة ما تستخدم في الولايات المتحدة لمواجة الخيانة الأكاديمية.

## ميثاق الشرف الأكاديمي
في الولايات المتحدة، اسس أول نظام شرف يعتمد على مراقبة الطلاب لانفسهم في عام 1779 في كلية وليام وماري بتوصية من محافظ ولاية فيرجينيا في ذلك الحين، «ثوماس جيفيرسون». جيفيرسون الذي تخرج بتفوّق من نفس الجامعة في عام 1762 وقّع على نظام شرف مبدئي لكليّته.
اقترح جيفيرسون لاحقا نظام شرف مماثل لجامعة فيرجينيا التابعة له؛ وكان ذلك أول نظام يعتمد على قوانين صارمة تحد من سلوك الطلاب، ثم أصبح يعتمد لاحقا على الرقابة الذاتية لدى الطلاب. لكنه لم يعش ليرى النظام يعمل هناك. شهدت سنوات جامعة فيرجينيا الأولى علاقات خصام بين الطلاب والمعلمين والتي بلغت ذروتها يوم 12 نوفمبر 1840، عندما قتل جون ديفيس، وهو أستاذ، في محاولته لاخماد الاضطرابات في حديقة الجامعة. رفض ديفيس ان يعلن عن هوية القاتل ذاكرا ان رجلا شريفا سوف يتقدم بنفسه. في الرابع من يوليو من عام 1842، اقترح «هينري سانت جورج تاكار»، والذي استبدل ديفيس في أعضاء هيئة التدريس، ان يوقع الطلاب في المستقبل على تعهد للامتحاتات على الشكل «انا، فلان الفلاني، اشهد بشرفي انني لم استمد أي مساعدة خلال فترة هذا الامتحان من أي مصدر كان.» نجحت الفكرة مع الطلاب. تغيرت صياغة كلمات هذا الميثاق مع الزمن، وتضمن العهد آثاما أخرى مثل الدخين، والغش، والعاب الورق، وسب الفتيات. ابتداء من عام 2006، أصبح تعريف جريمة الشرف يتضمن الكذب، والغش، أو السرقة، متعمدا، بدرجة كافية من الخطورة بحيث ان التسامح المفتوح للفعل من شأنه أن يخل بالمجتمع ما يكفي لتبرير طرد الجاني. بالرغم من تطور النظام على مر السنين، لا يزال النظام في جامعة فيرجينيا غير ناضج بما فيه الكفاية حيث انه يدار بالكامل من قبل طلاب الجامعة. وقد اعتمدت خامعة «برينستون» أيضا نظام الشرف الذي يديره الطلاب بالكامل منذ بدايتة في عام 1893.
الجدير بالذكر ان تطلعات جيفيرسون بنظام الرقابة الذاتية للطلاب يبقى غير محقق في جامعات أخرى. معظم المدارس التي اعتمدت ميثاق الشرف تحد إلى تطبيقه على النطاق الأكاديمي.و النظم الأكثر شمولا نادرة الوجود.
اليوم، بعض المواثيق الأكثر صرامة والجديرة بالذكر موجودة في الأكاديميات العسكرية الفديرالية الأمريكية مثل الأكاديمية البحرية الأمريكية، والكاديمية العسكرية الأمريكية، وأكاديمية الدفاع الجوي الأمريكية، والأكاديمية البحرية التجارية الأمريكية، وأكاديمية خفر السواحل الأمريكية. لا يضبط ميثاق الشرف حياة الطلاب والضباط البحريون في الأكاديميات وحسب، بل انه يعتبر من الضروري لتطوير الضباط الذين يستحقون ثقة العامة. حيث ان ميثاقا مثل هذا غير محدود للظروف الأكاديمية أو السلوك في الحرم الجامعي وحسب، بل يتوقع من الطلاب والضباط البحريون بان يعيشوا بالمعايير الاخلاقية باتباع الميثاق في كل الاوقات. علاوة على ذلك، قد لا يتحملون الانتهاكات مما يتحمله الطلاب وإذا ما كان خرقا للميثاق، باستثناء مفهوم الشرف لدى ضباط البحرية في الأكاديمية البحرية الأمريكية والذي يسمح لمن شهد انتهاكا في الميثاق بمواجهة المتهم بدون أن يبلّغ عنه رسميا. وقد لوحظ بان هذا الأسلوب أكثر استدلالا لتطوير شرف ضباط البحرية بعكس بند «عدم التسامح»، مما يخلق اعداء للزملاء ورفاق شرف، ان لم يكن قد بذل قصار جهده، قدر ليتوسط مرة أخرى رسميا عندما تخبأ من العامة. تحت قانون ميثاق الشرف لدى الأكاديمية، يعامل المذنب باحالته من قبل الامين إلى الطرد، بالاعتماد على طبيعة الجريمة ومستوى تدريب المدعى عليه في الأكاديمية.

لكن المواثيق الشرف الصارمة لا تقتصر على المنشآت العسكرية. ان كليّة هامدين سيدنيس للذكور حسنة السمعة بنظام ميثاق الشرف الذي لديها، على قدم المساواة مع الأنظمة العسكرية، هذا النظام يشمل انشطة الطلاب داخل وخارج الجامعة (قد يقاضى الذي يجني خارج الحرم الجامعي)، وكما في النظام العسكري، يعتبر التسامح في المخالفة انتهاكا بحد ذاته. رغم أنه، كما في الأكاديمية البحرية، يشجع الذين يشهدون انتهاكا ان يواجهوا المذنب ليقنعوه بان يسلم نفسه قبل اللجوء إلى الإبلاغ على الجرم. جامعة بريجام يونغ أيضا لديها نظام شرف صارم جدا. لا توصي الجامعة على السلوك القويم وحسب، لاكنها تتضمن مختلف جوانب الحياة؛ فقد منعت الشراب، والتدخين، واستخدام المخدرات، والجنس قبل الزواج. وتضمن أيضا الميثاق معاييرللباس والتبرج. على الرجال الحلاقة ولا يسمح لكل من الرجال والنساء بارتداء السراويل القصيرة أو الملابس الكاشفة الأخرى.

تختلف كيفيية تطبيق ميثاق الشرف من جامعة إلى أخرى. تختار جامعة فيرجينيا نظاما يعمل من قبل طلاب منتخبين ويشمل طلابا مختارين بعشوائية.تحمل كلية برين ماور الطلاب على درجة عالية من الثقة بميثاق الشرف والذي يراجع سنويا من قبل مجلس الشرف. تعتمد كلية هافارفورد على ميثاق شرف والذي يصدق عليه سنويا من قبل الطلاب وتشغّله هيئة منتخبة، مجلس الشرف. يهتم هذا الميثاق بمكونات أكاديمية واجتماعية، متطلبا الحترام المتبادل من بين الطلاب، بخلاف الأكاديميات العسكرية التي تركز على التسلسل الوظيفي. كليية ديفيدسون أيضا تعتمد على ميثاق شرف مزدوج. تذكر أسطورة ان طالبا عوقب في ديفيدسون لعدم تصريحه بخروج علبة صودا اضافية من ماكينة البيع. حافظت جامعة برينستون على ميثاق الشرف الذي يديره الطلاب لاكثر من مئة عام وهي فريدة من نوعها في هذا الشأن بين مدارس آيفي ليج. حكمت جامعة فانداربيلت نفسها بميثاق شرف منذ تأثيثها. يشهد طلاب السنة الأولى مراسم ميثاق الشرف لحماية النزاهة الأكاديمية وتقاليد الجامعة. يوجد على لوحة ميثاق الشرف في مركز الحياة الطلابية نقش بعبارة قالها العميد السابق ماديسون سارات، «اختبركم اليوم في موضوعان، علم المثلثات والامانة. اوجو ان تنجحوا بكليهما، ولكن إذا ما فشلتم باحدهما، فليكن علم المثلثات لانه يوجد الكثير من الاخيار في هذا العالم اليوم والذين لا يحسنون النجاح في امتحان علم المثلثات، ولكن لا يوجد اخيار في هذا عالم لا يستطيعون النجاح بامتحان الامانة.» ضبطت كلية الحقوق بجامعة تيكساس ميثاق الشرف لديها كخطوة أولى بالتزام طلابها بالمهنة القانونية: «جميع الطلاب يتأذون من التصرف غير الاخلاقي الناتج من أي طالب. الطالب الذي يتعامل مع زملائه الطلاب بلا شرف لن يكون شريفا في المستقبل وسوف يلحق الضرر بكل من عملائه في المستقبل ومهنته القانونية.» للإبقاء على هذا النهح بميثاق الشرف على نطاق واسع في المهنة القانونية، تعامل قضايى المخالفات من قبل محكمة تيكساس ومحكمة ولاية الجاني. تعتبر كلية الحقوق بجامعة تيكساس فريدة من نوعها بهذا الشأن. تحمل جامعة جيمس ماديسون طلابها ميثاق شرف متابع من قبل مجلس الشرف. مجلس الشرف في جامعة جيمس يدار من قبل الطلاب. «يلتزم مجلس الشرف لدى جامعة جيمس ماديسون بغرس، وتعزيز، ودعم النزاهة الأكاديمية الفردية والجماعية.»

## عينات من تعهدات الشرف
- «الشرف فوق الجميع»-تشارلوت لاتين سكول
- «على شرفي كطالب، لم اعطي ولم آخذ مساعدة في هذه المهمة/الاختبار.» –جامعة فيرجينيا
- «اتعهد: لا مساعدة؛ لا انتهاكات.» –جامعة ويسلييان
- «لن يكذب أو يسرق الطالب في الكلية الحربية ولن يتحمل الذين يفعلون ذلك» – منشئة فيرجينيا العسكرية
- «لن يكذب أو يسرق الطالب في الكلية الحربية ولن يتحمل الذين يفعلون ذلك»—الأكاديمية العسكرية الأمريكية
- «لن نكذب أو نسرق ولن نتحمل الذين يفعلون ذلك بيننا»—أكاديمية الدفاع الجوي الأمريكية وفريف تدريب ضباط الاحتياط الجويون
- «الضباط البحريون لا يكذبون ولا يغشون ولا يسرقون» – الأكاديمية البحرية الجارية الأمريكية